# Рацлав (Любуське воєводство)
Рацлав (пол. Racław, нім. Ratzdorf) — село в Польщі, у гміні Боґданець Ґожовського повіту Любуського воєводства.
Населення — 330 осіб (2011).

## Демографія
Демографічна структура станом на 31 березня 2011 року:
|          | Загалом | Допрацездатний вік | Працездатний вік | Постпрацездатний вік |
| -------- | ------- | ------------------ | ---------------- | -------------------- |
| Чоловіки | 163     | 42                 | 101              | 20                   |
| Жінки    | 167     | 33                 | 95               | 39                   |
| Разом    | 330     | 75                 | 196              | 59                   |